# Perseguição aos cristãos na União Soviética
A perseguição aos cristãos na União Soviética ocorreu ao longo da desta nação (1922-1991). As autoridades soviéticas suprimiram e perseguiram, em diferentes graus, várias formas de cristianismo, dependendo do período particular. A política marxista-leninista soviética defendia consistentemente o controle, supressão e a eliminação de crenças religiosas, e encorajou ativamente o ateísmo durante a existência da União Soviética.

O estado estava comprometido com a destruição da religião  e demoliu igrejas, mesquitas e sinagogas, ridicularizou, perseguiu, encarcerou e executou líderes religiosos, inundou as escolas e meios de comunicação com ensinamentos ateus, e geralmente promovia o ateísmo como uma verdade que deveria ser socialmente aceita.
Crenças e práticas religiosas persistiram entre a maioria da população, nas esferas doméstica e privada, mas também nos espaços públicos autorizados pelo Estado que reconhecia o fracasso em erradicar a religião e os perigos políticos de uma guerra cultural implacável.

## Posição oficial soviética

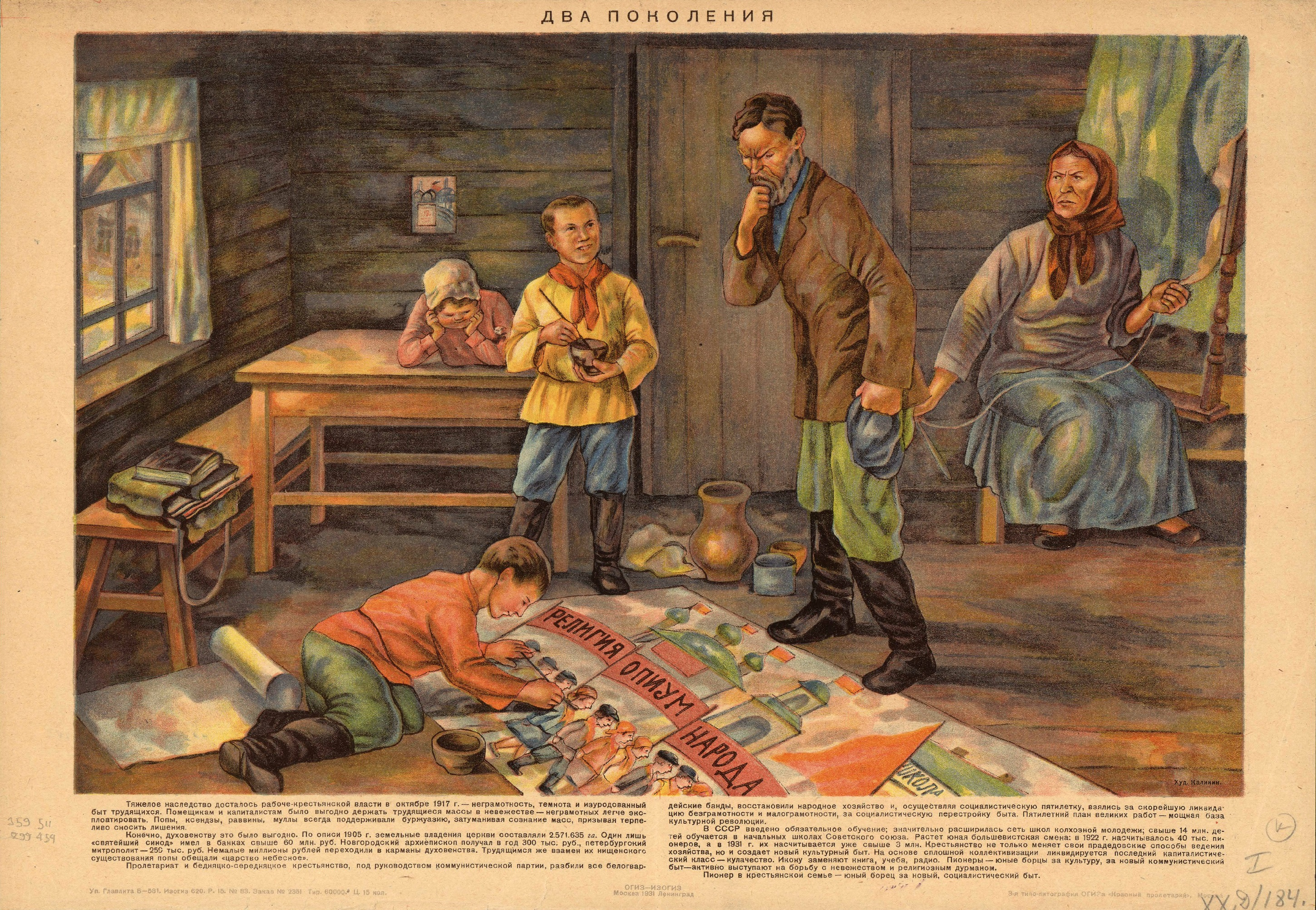
Poster de 1932, Два поколения ("Duas Gerações") de Ivan Ivanovich Kalikin (1884-1941). Mostra o contraste entre a antiga geração religiosa e a nova geração educada através de um ensino "científico e ateu." Estudiosos soviéticos acreditavam que a religião estava destinada a desaparecer.

O regime soviético esteve comprometido ostensivamente com a aniquilação completa das instituições e ideias religiosas. A ideologia comunista não poderia coexistir com a contínua influência da religião até mesmo como uma entidade institucional independente, então "Lenin exigiu que a propaganda comunista devia empregar uma militância implacável com relação a todas as formas de idealismo e religião", e que foi chamado de "ateísmo militante". "Militante" significava uma atitude intransigente em relação à religião e ao esforço de ganhar os corações e mentes dos crentes de uma falsa filosofia. O ateísmo militante tornou-se central para a ideologia do Partido Comunista da União Soviética e uma política de alta prioridade para todos os líderes soviéticos. Os ateus foram convencidos a serem indivíduos politicamente mais astutos e virtuosos individualmente.
O estado estabeleceu o ateísmo como a única verdade científica.  As autoridades soviéticas proibiram as críticas ao ateísmo ou às políticas antirreligiosas do estado; tais críticas poderiam levar a aposentadoria forçada, detenção e/ou prisão.
A lei soviética não proibiu oficialmente a conservação de pontos de vista religiosos, e as várias constituições soviéticas sempre garantiram o direito à crença. No entanto, uma vez que a ideologia marxista tal como interpretada por Lenin  e por seus sucessores, a religião era considerada como um obstáculo para a construção de uma sociedade comunista o fim de todas as religiões (e a substituição destas pelo ateísmo)  tornou-se um objetivo de fundamental importância ideológica do estado soviético. A perseguição contra a religião aconteceu oficialmente através de muitas medidas legais destinadas a dificultar as atividades religiosas, através de um grande volume de propaganda antirreligiosa, e por meio do sistema de ensino. Na prática, o estado também procurou controlar as entidades religiosas e intervir nestas, com o objetivo final de fazê-las desaparecer. Para este efeito, o Estado procurou controlar as atividades dos líderes das diferentes comunidades religiosas.
O Partido Comunista, muitas vezes, rejeitou o princípio de tratar todos os crentes religiosos como inimigos públicos, em parte devido a considerações pragmáticas (dado o grande número de pessoas que aderiram a uma fé) e, em parte pela crença de que entre os crentes estavam incluídos muitos cidadãos soviéticos leais a quem as autoridades deveriam tentar convencer a tornarem-se ateus, em vez de serem atacados de forma direta.
Crentes religiosos encontravam-se sempre sujeitos a propaganda antirreligiosa e à legislação que restringia a prática religiosa. Eles, freqüentemente, sofriam restrições dentro da sociedade soviética. Raramente, no entanto, o Estado soviético oficialmente submetia-os a detenção, prisão ou morte simplesmente por terem crenças. Em vez disso, os métodos de perseguição representavam uma reação à percepção (real ou imaginária) de sua resistência a campanha mais ampla do Estado contra a religião.
A campanha foi concebida para difundir o ateísmo, e atos de violência e táticas de terror foram implantadas, que quase sempre eram oficialmente invocadas com base em resistências percebidas pelo estado, com o objetivo maior de não apenas enfraquecer a oposição, mas de ajudar ainda mais na supressão da religião, a fim de divulgar o ateísmo.

## Táticas soviéticas

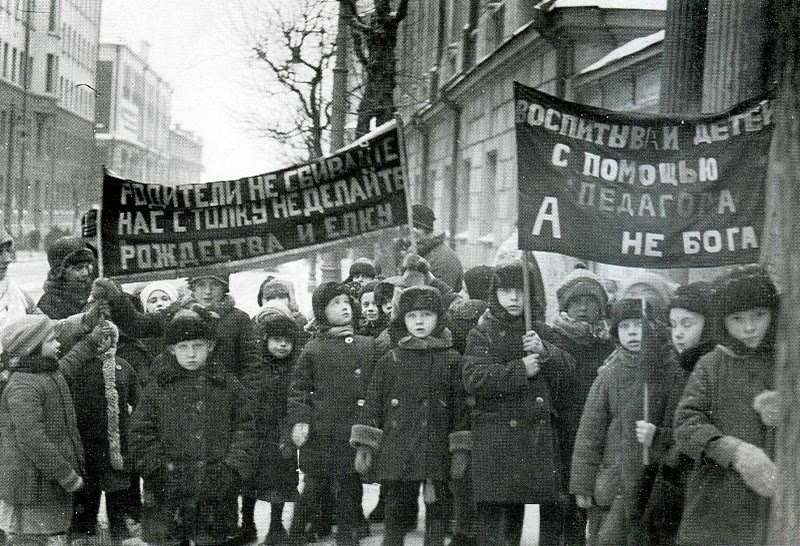
Alunos do ensino fundamental numa manifestação antirreligiosa em 1929.
Na faixa da esquerda lê-se:
"Pais, não confundam-nos, não façam árvores de Natal."
Na faixa da direita:
"Educar crianças através de professores, e não de Deus."

As táticas variaram ao longo dos anos e tornaram-se mais moderadas ou mais duras em momentos diferentes. As táticas comuns incluíam confiscar propriedades da igreja, ridicularizar a religião, ofender seus seguidores, e propagar o ateísmo nas escolas. Ações contra religiões específicas, no entanto, foram determinadas por interesses do Estado, e as religiões mais organizadas não foram proibidas.
Algumas ações contra padres e crentes ortodoxos, juntamente com execuções, incluíam a tortura, sendo muitos enviados para campos de prisioneiros, de trabalho forçado ou hospitais psiquiátricos. Muitos Ortodoxos (junto com grupos étnicos de outras religiões) foram também submetidos à punição psicológica ou tortura e experimentos de controle da mente, a fim de forçá-los desistir de suas convicções religiosas. Durante os primeiros cinco anos do poder soviético, os bolcheviques executaram 28 bispos e mais de 1.200 padres ortodoxos russos. Muitos outros foram presos ou exilados.
Na União Soviética, além do fechamento metódico e destruição de igrejas, as obras de caridade anteriormente feitas pelas autoridades eclesiásticas foram assumidas pelo Estado. Tal como aconteceu com toda a propriedade privada, as propriedades da Igreja foram confiscadas para uso público. Os poucos lugares de culto deixados à Igreja eram legalmente consideradas como propriedade do Estado que o governo permitia que a igreja os utilizasse.
Cristãos protestantes na URSS (batistas, pentecostais, adventistas, etc.) no período após a II Guerra Mundial foram compulsivamente enviados para hospitais psiquiátricos (ver: Abuso político da psiquiatria na União Soviética). E/ou enfrentaram julgamentos e aprisionamento (muitas vezes pela recusa em prestar serviço militar). Alguns foram até mesmo privados de seu pátrio poder.

## Campanha antirreligiosa de 1917-1921
Em Agosto de 1917, após o colapso do regime czarista, um conselho da Igreja Ortodoxa Russa estabeleceu o patriarcado e elegeu o metropolita Tikhon de Moscou como patriarca.
Em Novembro de 1917, poucas semanas após da revolução, foi criado o Comissariado do Povo para o Esclarecimento, que um mês mais tarde criou a União de professores internacionalistas de toda a Rússia, com a finalidade de banir a instrução religiosa dos currículos escolares. A fim de intensificar a propaganda antirreligiosa no sistema escolar, a Glavpolitprosvet (Administração Central de Eclarecimento Político) foi criada em Novembro de 1920.
O decreto de Lenin sobre a separação Igreja-Estado no início de 1918 privou a igreja do seu status de figura legal coletiva, do direito à propriedade e, de ensinar religião nas escolas públicas e privadas ou a qualquer grupo de menores de idade. O decreto aboliu os privilégios da igreja, terminando assim com a aliança entre igreja e estado. O clero atacou abertamente o decreto. A liderança da Igreja emitiu um apelo especial aos crentes para obstruir a execução do decreto.
Além disso, o decreto "Sobre a separação Igreja-Estado e a Escola da Igreja" também determinou a relação entre a escola e a igreja e que "A escola deve ser separada da igreja". "O ensino de doutrinas religiosas em todo o estado e público, bem como nas instituições privadas de ensino, onde os assuntos gerais são ensinados, não será permitido. Os cidadãos podem ensinar e ser ensinados sobre religião em particular."
O patriarca Tikhon de Moscou excomungou a liderança soviética em 19 de Janeiro de 1918 (calendário juliano) pela realização desta campanha. Em retaliação, o regime prendeu e matou dezenas de bispos, milhares do baixo clero, monges e multidões de leigos. A apreensão dos bens da Igreja ao longo dos próximos anos seria marcada por uma campanha brutal de terror revolucionário violento.
Durante a Guerra Civil Russa, muitos clérigos foram mortos. Alguns morreram como resultado da violência espontânea endêmica no vácuo de poder da guerra e alguns foram executados pelos serviços de segurança do Estado por apoiarem o Exército Branco. A igreja afirmou que 322 bispos e padres foram mortos durante a revolução. Entre Junho de 1918 e Janeiro de 1919, figuras oficiais da igreja (não incluídas figuras do Volga, Kama e de várias outras regiões da Rússia) alegaram que um metropolita, dezoito bispos, cento e dois padres, cento e cinquenta e quatro diáconos e noventa e quatro monges / freiras tinham sido mortos (leigos não registrados). A estimativa de 330 clérigos e monges mortos em 1921 pode ter sido subestimada, devido ao fato de que 579 mosteiros / conventos tinham sido liquidados durante este período e ocorreram execuções em massa generalizadas de monges / freiras durante essas liquidações.
Muitas seções da Igreja Ortodoxa Russa apoiaram os regimes antissoviéticos como os de Aleksandr Kolchak e Anton Ivanovich Denikin durante a guerra civil. Em 1918, o bispo de Ufa fez discursos xenófobos e antibolcheviques e recrutou pessoas para o movimento Branco em 1918. O Arcebispo de Ecaterimburgo organizou manifestações de protesto quando soube da execução da família Romanov em Julho de 1918, e realizou uma celebração da vitória quando o almirante Kolchak tomou a cidade em Fevereiro de 1919. Nas frentes siberiana e ucraniana, "Regimentos de Jesus Cristo", ortodoxos de hierarcas ortodoxos, auxiliaram os exércitos brancos. Em Dezembro de 1918, o padre Georgy Shavelsky entrou para a agência de propaganda do governo Branco no Sul.
Esta violência generalizada de membros do Exército Vermelho contra a igreja não foi abertamente apoiada por Lenin, no entanto, em anos posteriores altos funcionários soviéticos, incluindo Emelian Iaroslavski reivindicaram a responsabilidade central nestes assassinatos. Eles justificaram a violência através da revisão da história, declarando que a igreja tinha lutando ativamente contra eles.
A maioria do clero reagiu contra a Revolução Russa com hostilidade aberta. Durante a Guerra Civil, muitos representantes do clero ortodoxo russo colaboraram ou tinham simpatias pelos exércitos brancos e exércitos invasores estrangeiros, esperando por uma restauração do regime pré-revolucionário  (ver: Intervenção dos Aliados na Guerra Civil Russa). A igreja tinha expressado o seu apoio ao contrarrevolucionário golpe de Kornilov, ajudado nas rebeliões de Alexander Kerensky e Pyotr Krasnov e, convocado os crentes a lutarem contra o novo Estado, e até mesmo a derramar sangue na luta contra ele. A igreja defendeu o decreto sobre o estatuto jurídico da Igreja na Rússia e tentou reivindicar os privilégios que a igreja havia desfrutado durante séculos sob o antigo regime. A Igreja Ortodoxa, dizia o documento, "mantém a posição pública e jurídica pré-eminente no Estado russo entre outras denominações". Tikhon amaldiçoou o governo soviético e exortou os crentes a lutarem contra ele e seus decretos. Houve um apelo de Tikhon "Para Povo Ortodoxo" no qual ele convocava os crentes a que estivessem dispostos a até mesmo desistir de suas vidas como mártires no esforço para preservar a sua religião ("É melhor derramar sangue e que lhe seja atribuída a coroa de mártir do que deixar os inimigos profanarem fé ortodoxa", disse em seu apelo).
A oposição da Igreja ao governo soviético era parte de um movimento geral contrarrevolucionáriao. Nos primeiros dias após a vitória da insurreição armada de Outubro, em Petrogrado, o clero auxiliou a rebelião de Kerensky e Krasnov que tentavam derrubar o poder soviético. A atividade do Conselho Local em Moscou apoiou os cadetes que tinham se revoltado. Quando os rebeldes tomaram o Kremlin, tempoariamente, suas catedrais e torres sineiras foram colocadas à disposição de ambos ao mesmo tempo.
No entanto, a resistência da Igreja não era organizada em nível nacional e Tikhon nunca deu a sua bênção às forças brancas. O Patriarca de fato declarou sua neutralidade durante a guerra civil e tentou dar instruções à igreja ortodoxa russa sobre a neutralidade política e desengajamento. Propaganda na época alegava que esta era uma camuflagem para real posição da igreja que seria de supostamente apoiar um retorno do czarismo.
Além disso, a fraude nas revisões soviéticas posteriores é claramente demonstrada pelo fato de que nenhum dos atos documentados de brutalidades contra membros do clero pelos vermelhos envolveu qualquer um que realmente pegou em armas junto aos brancos e, apenas alguns eram casos de clérigos que deram apoio verbal. A fraude de tal revisionismo foi mostrada ainda mais pelo fato do ataque a prisioneiros desarmados, escalpelamento e tortura de crentes, execuções de esposas e filhos de sacerdotes, e muitos outros atos de brutalidade documentados pelos vermelhos contra a igreja ortodoxa durante a guerra civil não tem relação com atos de "auto-defesa".
A propaganda ateísta antirreligiosa foi considerada de importância fundamental pelo partido e por Lenin desde os primeiros dias pré-revolucionários e o regime foi rápido para criar jornais ateus para atacar a religião logo após a sua chegada ao poder. O primeiro era entituldo Revolustiia i Tserkov ("Revolução e a Igreja"). Foi originalmente creditado na  ideologia que a religião desapareceria rapidamente com a chegada da revolução e que a sua substituição pelo ateísmo seria inevitável. A liderança do novo estado não demorou muito tempo, no entanto, para chegar à conclusão de que a religião não iria desaparecer por conta própria e um maior reforço deveria ser dado à propaganda antirreligiosa.
Para este efeito, o trabalho ateísta foi centralizado no Departamento do Comitê Central do partido (agitprop), em 1920, usando as diretrizes do artigo 13 do PCR (Partido Comunista da Rússia), aprovada pelo 8º congresso do partido.
Artigo 13 declarou:
O artigo seria muito importante na política antirreligiosa na URSS nos anos posteriores, e sua última frase, que seria um tanto ignorada, por recordar este momento específico da história soviética, iria desempenhar um papel importante nas rivalidades posteriores das lutas de poder ao longo dos anos entre os diferentes líderes soviéticos.
Após a revolução, foram organizados debates públicos entre cristãos e ateus que ocanteceram até a suspensão destes em 1929. Entre os participantes famosos destes debates incluíam no lado ateu, o Comissário para o Esclarecimento Anatóli Lunatcharski. As pessoas faziam filas por horas a fim de obter assentos para assisti-los. As autoridades, por vezes, tentavam limitar o tempo de argumentação dos cristãos a dez minutos, e em outras ocasiões os debates eram divulgados no último momento. Isto pode ter sido o resultado da, declaradamente, alta qualidade de alguns dos debatedores religiosos. O professor V.S. Martsinkovsky, criado como ortodoxo, mas que se tornou um protestante evangélico, foi um dos melhores no lado religioso, e Lunacharsky teria cancelado um de seus debates com ele depois de ter perdido em um debate anterior. Numa ocasião, em 1921, uma grande multidão de jovens contestadores ateus da Komsomol chegou num dos debates de Martsinkovsky e ocupou as duas primeiras fileiras. Quando o líder ateu tentou contestar, ele encontrou-se sem o apoio destes jovens que, depois, esclareceram que ele não disse o que eles esperavam.

## Campanha antirreligiosa de 1921-1928
O décimo congresso do PCUS reuniu-se em 1921 e aprovou uma resolução pedindo "a organização, em larga escala, da liderança e cooperação na tarefa de agitação antirreligiosa e propaganda entre as grandes massas trabalhadoras, utilizando os meios de comunicação de massa, filmes, livros, palestras e outros meios."
Quando os líderes da igreja exigiram liberdade religiosa nos termos da Constituição, os comunistas responderam com terror. O metropolita de Quieve foi assassinado e, vinte e oito bispos e 6.775 padres foram executados. Apesar de manifestações em massa em apoio à igreja, a repressão intimidou a maioria dos líderes eclesiásticos levando-os à submissão.
Em Agosto de 1921, uma reunião Plenária do Comitê Central do PCUS (a maior liderança do Estado) adotou uma instrução de 11 pontos sobre a interpretação e aplicação do artigo 13 (mencionado acima). Esta, diferenciava os crentes instruídos dos crentes sem instrução, e permitia a estes últimos a filiação partidária se estes fossem dedicados ao comunismo, mas que deveriam ser "reeducados" para tornarem-se ateus. Também pedia moderação na campanha antirreligiosa e enfatizava que o estado estava lutando contra todas as religiões e não apenas contra uma específica (como a igreja ortodoxa).
Os debates públicos começaram a ser suprimidos após o 10º congresso, até que foram formalmente suspensos em 1929 e substituídos por palestras públicas de ateus. V. S. Martsinkovsky foi preso e enviado para o exílio em 1922 pois sua pregação estava atraindo pessoas para a religião e, foi-lhe dito que poderia retornar em poucos anos, uma vez que os trabalhadores tornar-se-iam mais "sábios" (quando ele de fato, nunca recebeu permissão para retornar).
A igreja tentou criar academias gratuitas religiosas/filosóficas, círculos de estudo e publicações periódicas na década de 1920. Lenin prendeu e expulsou todos os organizadores para o exterior e extinguiu estas iniciativas pela força.

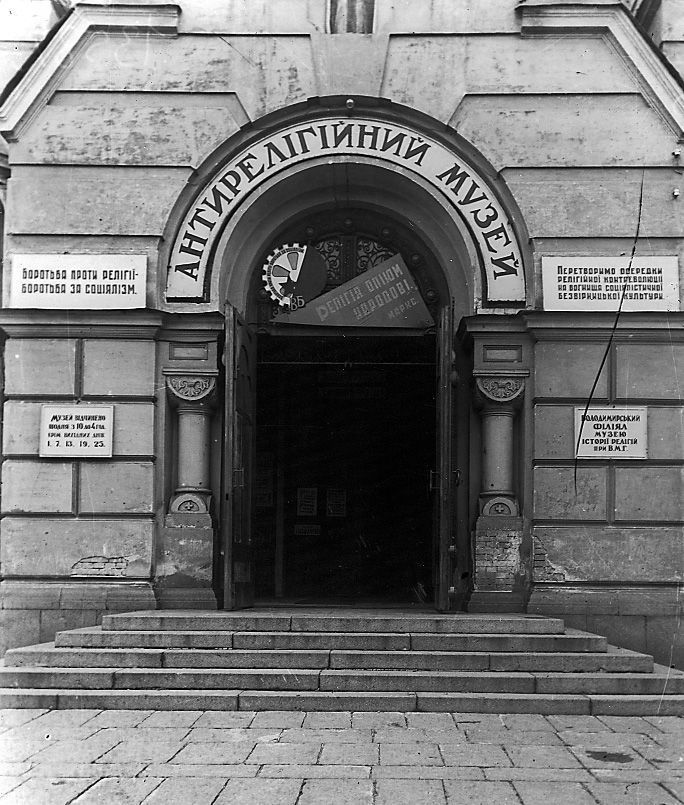
Catedral de São Vladimir de Quieve transformada em "museu de antirreligião" em finais dos anos 1920.

Apesar da instrução de Agosto de 1921, o Estado assumiu uma linha muito dura contra a Igreja Ortodoxa, sob o pretexto de que esta era uma herança do passado czarista (a diferença na prática e na política pode ser reflexo de desacordo interno entre as lideranças do partido). Leon Trótski queria que o patriarca Tikhon fosse morto, mas Lenin proibiu-o por medo de criar outro Hermógenes de Moscou (patriarca que foi morto pelos poloneses quando ocuparam Moscou em 1612).
A fim de enfraquecer a igreja ortodoxa, o Estado apoiou um cisma chamado de seita renovacionista, dando-lhe o reconhecimento legal em 1922 e continuando a aterrorizar a velha ortodoxia, bem como privá-la de meios legais de existência. O Patriarca foi preso em 1922 por meio de processos penais velados, e sua chancelaria foi tomada pelos renovacionistas  que restauraram um Santo Sínodo ao poder, o que trouxe divisão entre clero e fiéis.
Em 1922, ocorreu a fome na Rússia. Fábricas e escritórios de trabalhadores em 1921 sugeriram que os bens da igreja fossem usados para aliviar a fome. Estas propostas foram apoiadas por alguns clérigos. Mas muitos outros sacerdotes liderados por Tikhon recusaram-se a dar qualquer parte dos objetos de valor para ajudar os famintos. Tikhon ameaçou repressões contra os clérigos e leigos que queriam doar as riquezas da igreja.
O Comitê Executivo Central para toda a Rússia da RSFSR decretou em 26 de Fevereiro de 1922 que os valores excedentes da igreja deveriam ser desapropriados em resposta aos pedidos das pessoas. Sob o decreto, parte dos artigos de ouro e prata foram confiscados de propriedades e, colocados à disposição dos crentes pelo estado, de graça. Artigos de metais preciosos deveriam ser levados discretamente, os clérigos deviam ser informados antecipadamente sobre o procedimento e os prazos para o confisco. Foi estipulado que o processo de expropriação não deveria impedir o culto público ou prejudicar os interesses dos fiéis.
Relatórios policiais soviéticos de 1922 alegam de que o campesinato (e especialmente as mulheres) consideravam Tikhon um mártir após sua prisão sobre sua suposta resistência e que o clero "progressista" era traidor da religião. Havia também rumores de que os judeus estavam executando a Administração Suprema da Igreja Soviética, e por esta razão Lenin proibiu Trótski (de origem judaica) de envolvimento com a campanha, e impediu que certos postos-chave fossem dados a judeus.
Um incidente sangrento ocorreu na cidade de Shuia. Lenin escreveu que seus inimigos haviam, tolamente, proporcionado a oportunidade para esta ação, uma vez que ele acreditava que as massas camponesas não apoiariam a decisão da igreja sobre os seus objetos de valor à luz da fome e que a resistência oferecida pela igreja poderia ser respondida com retaliação contra o clero. Otto von Radowitz, o conselheiro da embaixada alemã em Moscou, registrou que a campanha era uma provocação deliberada para obrigar o clero a reagir, a fim de atacá-lo em resposta.
Lenin salientou que toda a questão da campanha da igreja para defender seus bens poderia ser usada como pretexto aos olhos do público para atacar a igreja e matar clero.
O sexto setor da OGPU, liderada por Yevgeny Tuchkov, começou agressivamente a prender e executar bispos, sacerdotes e fiéis devotos, como o metropolita Vasily Pavlovich Kazansky (depois São Benjamim de Petrogrado) em 1922 por se recusar a aderir à demanda de objetos de valor da igreja (incluindo relíquias sagradas). O arcebispo Andronik Nikolsky de Perm, que trabalhou como missionário no Japão, foi baleado depois de ter sido forçado a cavar sua própria sepultura. O bispo Germogen de Tobolsk, que voluntariamente acompanhou o czar para o exílio, foi amarrado à roda de água de um barco a vapor e mutilado por suas lâminas.
Em 1922, o campo de prisioneiros de Solovki criado com propósito específico, o primeiro campo de concentração russo e um antigo mosteiro ortodoxo, foi estabelecido nas ilhas Solovetsky no mar Branco. Nos anos 1917-1935, 130.000 sacerdotes ortodoxos russos foram presos, 95.000 foram mortos, executados por fuzilamento. O novo mártir Pavel Florensky, exilado em 1928 e executado em 1937, foi uma das vítimas deste período particular.
Nos primeiros cinco anos após a revolução bolchevique, um jornalista inglês estimou que 28 bispos e 1.215 sacerdotes foram executados. Evidência recente indica que mais de 8.000 foram mortos em 1922 durante o conflito sobre bens da igreja.

Capa de uma edição de 1929 da publicação mensal Bezbozhnik (em russo: Безбожник; "Sem Deus"). A revista, que tinha como objetivo promover o ateísmo e a desvalorização da religião por meio de conteúdo satírico e humorístico, tinha uma tiragem de 200,000 exemplares, era desenvolvida pela Liga dos Ateus Militantes e foi publicada entre os anos de 1922 e 1941. Essa capa mostra um trabalhador industrial despejando Jesus de um carrinho de mão e sugere a substituição do Dia da Transfiguração de Jesus pelo Dia da Industrialização.

Publicações antirreligiosas especializadas começaram em 1922, incluindo o jornal Bezbozhnik ("os sem Deus"), de Emelian Iaroslavski, que mais tarde serviu de base para a Liga dos Ateus Militantes.
Com a conclusão da campanha para apreender objetos de valor da igreja, a campanha de terror contra esta  foi suspensa por algum um tempo. Os fechamentos de igrejas terminaram por um período e os abusos foram investigados. A guerra de propaganda continuou, e as instituições públicas trabalhavam para purgar visões religiosas de intelectuais e da academia.
O pressuposto marxista, de que a religião desapareceria por conta própria com a mudança de condições materiais, foi pragmaticamente desafiado já que religião persistiu. A liderança soviética debatia a melhor forma de combater a religião. As posições iam desde a crença "de direita" (que a religião morreria naturalmente com a "re-educação") e a crença "esquerdista" (de que a religião devia ser atacada fortemente). Lenin chamou a luta para difundir o ateísmo de "a causa de nosso estado".
O governo teve dificuldades tentando implementar a educação antirreligiosa nas escolas, devido a uma falta de professores ateus. A educação antirreligiosa começou nas escolas secundárias em 1925.
O estado mudou sua posição sobre os renovacionistas e começou a vê-los cada vez mais como uma ameaça independente no final de 1920, devido ao seu grande sucesso em atrair as pessoas à religião. Tikhon de Moscou morreu em 1925 e os soviéticos proibiram a realização de eleições patriarcais. O patriarca lugar-tenente (interino) Ivan Nikolayevich Stragorodsky (patriarca Sérgio de Moscou, 1887-1944) emitiu uma declaração em 1927, reconhecendo a autoridade soviética sobre a igreja como legítima, prometendo a cooperação desta com o governo e, condenando a dissidência política dentro da igreja.
Ele fez isso a fim de garantir a sobrevivência da igreja. O Metropolita Sérgio manifestou formalmente sua "lealdade" ao governo soviético e, posteriormente, evitou criticar o estado de qualquer forma. Esta atitude de lealdade, no entanto, provocou mais divisões na igreja: dentro da Rússia, grande número de fiéis opuseram-se a Sérgio, e no exterior, os metropolitas russos das Américas e da Europa Ocidental cortaram suas relações com Moscou.
Com isso, ele garantiu a si mesmo o poder que ele, sendo um substituto do aprisionado Metropolita Pedro de Krutitsy e, agindo contra a vontade deste, não tinha direito de assumir de acordo com o cânone Apostólico XXXIV, que levou a uma cisão com a Igreja Ortodoxa Russa no Exterior e a Verdadeira Igreja Ortodoxa (Igreja Russa da Catacumba) dentro da União Soviética, que se mantiveram fiéis aos Cânones dos Apóstolos, declarando que a parte da igreja liderada pelo Metropolita Sérgio consistia num cisma, às vezes cunhado como "Sergianismo."
Devido a este desentendimento canônico é discutível qual igreja teria sido a sucessora legítima da Igreja Ortodoxa Russa existente antes 1925.
Em 1927, o Estado tentou emendar o cisma trazendo, em parte, os renovacionistas de volta para a igreja ortodoxa, de modo que os primeiros poderiam ser melhor controlados através de agentes que tinha na segunda.
A Komsomol, e mais tarde a Liga dos Ateus Militantes, tentou implementar a resolução do 10º Congresso através de vários ataques, desfiles, performances teatrais, revistas, folhetos e filmes. A Komsomol realizou o ofensivo e blasfemo "Natal da Komsomol" e "Páscoa da Komsomol" encabeçadas por militantes fantasiados como integrantes do clero ortodoxo. As procissões incluíam a queima de ícones, livros religiosos, imagens de Cristo, da Virgem Maria, etc. Porém, campanha de propaganda foi um fracasso e muitas pessoas ficaram com suas convicções religiosas. A igreja realizou seus próprios eventos públicos com algum sucesso, e conseguiu competir com a propaganda antirreligiosa durante estes anos.

## Campanha antirreligiosa de 1928-1941
A Igreja Ortodoxa sofreu terrivelmente na década de 1930, e muitos de seus membros foram mortos ou enviados para campos de trabalho forçado. Entre 1927 e 1940, o número de igrejas ortodoxas na República da Rússia caiu de 29.584 para menos de 500. O divisor de águas foi 1929, quando a política soviética pôs uma nova legislação em vigor, que serviu de base para a perseguição antirreligiosa mais dura nos anos 1930.
A educação antirreligiosa foi introduzida no ensino primário em 1928 e o trabalho antirreligioso foi intensificado em todo o sistema de ensino. Ao mesmo tempo, a fim de remover os intelectuais da igreja e apoiar propaganda oficial que afirmava que, apenas as pessoas retrógradas acreditavam em Deus, o governo realizou um expurgo em massa de intelectuais cristãos, a maioria dos quais morreram nos campos ou nas prisões.
A competição contínua, generalizada e bem sucedida da igreja contra a propaganda ateísta, estimulou a criação de novas leis adotadas em 1929 sobre as "associações religiosas" e, alterações na Constituição, que proibiam todas as formas de culto público, social, comunitário, educacional, publicação ou atividades missionárias aos crentes religiosos. Isto também impediu, é claro, a igreja de imprimir qualquer material para consumo público ou de responder às críticas feitas contra ela. Isso fez com que muitos tratados religiosos passassem a ser distribuídos como samizdat (literatura produzida ilegalmente). Numerosas outras medidas foram projetadas para paralisar a igreja e, efetivamente, tornar ilegal as atividades religiosas de qualquer tipo, fora do serviço litúrgico dentro das paredes das poucas igrejas que permaneciam abertas, e mesmo estas estariam sujeitas a muita interferência e assédio. Aulas de catecismo, escolas religiosas, grupos de estudo, escolas dominicais e publicações religiosas eram todas ilegais e / ou proibidas.
A Liga dos Ateus Militantes (LAM), sob Emelian Iaroslavski, foi o principal instrumento da campanha antirreligiosa e foi-lhe dada poderes especiais que lhe permitiram ditar a instituições públicas em todo o país o que deveriam fazer para auxiliar a campanha.
| |  |  |
| Catedral de Cristo Salvador de Moscou, retratada à esquerda num cartão postal de 1905 e, sendo dinamitada na direita. A demolição da catedral durou de Dezembro de 1931 a Janeiro de 1932. |  |  |

Depois de 1929 e durante os anos 1930, o fechamento de igrejas, prisões em massa do clero e de leigos praticantes e a perseguição de pessoas que frequentavam igrejas atingiu proporções sem precedentes. A LAM empregou táticas de terror contra os crentes, para promover a campanha, com o pretexto de proteger o estado ao processar infratores. Os membros do clero foram atacados como espiões estrangeiros e julgamentos de bispos e clérigos foram realizados, bem como de leigos que foram acusados de formar "gangues de terroristas subversivos" que teriam sido desmascaradas. A propaganda oficial do momento pedia a expulsão do próprio conceito de Deus da União Soviética. Estas perseguições tinham o objetivo de ajudar a atingir a meta socialista final de eliminar a religião. De 1932 a 1937 Josef Stalin declarou o "plano de cinco anos de ateísmo" e a LAM foi acusada de eliminar completamente toda a expressão religiosa no país. Muitos desses mesmos métodos e táticas de terror também foram impostos contra outros indivíduos que o regime considerava seus inimigos ideológicos.
O debate entre a "direita" e a "esquerda", sobre qual seria a melhor forma de combater a religião, encontrou alguma conclusão em 1930 e depois, quando o estado condenou oficialmente os extremos de ambos os lados. Líderes marxistas que assumiram qualquer posição sobre esta questão foram atacados por um Stalin paranóico que não tolerava que outros falassem como autoridades em políticas públicas.
Uma pausa na perseguição ativa foi experimentada em 1930-1933 após o artigo de Stalin de 1930, "vertigem do sucesso", no entanto, foi retomada de forma dura mais tarde.
Em 1934, a perseguição da seita renovacionista começou a atingir as proporções da perseguição contra a igreja ortodoxa.
Durante os expurgos de 1937 e 1938, documentos da igreja registram que 168,300 clérigos ortodoxos russos foram presos. Destes, mais de 100.000 foram fuzilados. Milhares de vítimas de perseguição tornaram-se reconhecidos num cânon especial de santos, conhecidos como os "novos mártires e confessores da Rússia" (ver: Neomártir).
Um declínio no entusiasmo na campanha ocorreu no final dos anos 1930. O tom da campanha antirreligiosa mudou e se tornou mais moderado. Ela cessou com a eclosão da II Guerra Mundial.
Figuras soviéticas oficiais relataram que até um terço da população urbana e dois terços da população rural ainda mantinham suas convicções religiosas em 1937. No entanto, a campanha antirreligiosa da última década e as táticas de terror do regime militantemente ateu, tinham eliminado de forma eficaz todas as formas públicas de expressão religiosa e reuniões comunais de crentes fora das paredes das poucas igrejas em que os serviços religiosos ainda eram realizados. Isto foi realizado num país que apenas algumas décadas antes tinha tido uma vida pública e cultural profundamente cristã que se desenvolveu por quase mil anos.

## Reaproximação durante a II Guerra Mundial
A URSS anexou novos territórios, incluindo a porção oriental da Polônia, as repúblicas bálticas e uma porção da Finlândia em 1939-1940. O trabalho antirreligioso nesses territórios foi negligente em comparação com o resto do país, que, como um todo experimentou um declínio na perseguição depois das anexações. A semana de trabalho tradicional de sete dias foi reintroduzida por volta de 1940.
Hitler invadiu a URSS em Junho de 1941, e muitas igrejas foram reabertas sob a ocupação alemã. Stalin terminou a campanha antirreligiosa, a fim de unir o país e evitar uma grande base de apoio aos nazistas (que existiu em algumas áreas nas fases iniciais da invasão). Em Setembro de 1941, três meses após o ataque nazista, os últimos periódicos antirreligiosos foram fechados, oficialmente por causa de falta de papel. As igrejas foram reabertas na União Soviética e a Liga dos Ateus Militantes foi dissolvida. Emelian Iaroslavski, líder e fundador da liga, que encabeçou toda a campanha antirreligiosa nacional na década de 1930, viu-se obrigado a escrever um artigo elogioso ao cristão ortodoxo Fiódor Dostoiévski por seu suposto ódio aos alemães.
As forças alemãs, permitindo maior tolerância religiosa, tentaram quebrar a lealdade da igreja ortodoxa para com o Patriarca de Moscou durante a ocupação, por vezes usando de ameaças. Guerrilheiros nacionalistas ucranianos mataram muitos clérigos que, sob a ocupação, mantiveram-se leais ao Patriarca. Os alemães, permitindo a reabertura das igrejas e a retomada da vida religiosa na região ocupada, não permitiram o funcionamento de seminários devido ao objetivo da ocupação em eliminar a educação para os povos eslavos, que seria reduzida a não mais do que os dois primeiros anos do educação básica.
Josef Stalin reviveu a Igreja Ortodoxa Russa para estimular o apoio patriótico ao esforço de guerra e apresentou a Rússia como uma defensora da civilização cristã, pois percebeu que a igreja tinha a capacidade de despertar as pessoas de uma forma que o partido não podia e porque necessitava da ajuda do Ocidente. Em 4 de Setembro de 1943, os metropolitas Sérgio de Moscou, Aleixo I de Moscou e o bispo Nicolau foram recebidos oficialmente pelo líder soviético, que propôs a criação do Patriarcado de Moscou. Eles receberam permissão para convocar um conselho em 8 de Setembro de 1943, que elegeu Sérgio como o Patriarca de Moscou e de todas as Rússias. A igreja tinha presença pública mais uma vez e, passou medidas reafirmando a sua estrutura hierárquica contradizendo categoricamente a legislação de 1929, e até mesmo o decreto de Lenin de 1918. A legislação oficial não foi revogada, no entanto, o que sugere de que as autoridades não consideravam que esta tolerância seria permanente. Este é considerado por alguns uma violação do Canon Apostólico XXX, já que nenhum hierarca da igreja poderia ser consagrado por autoridades seculares. Um novo patriarca foi eleito, escolas teológicas foram abertas, e milhares de igrejas voltaram a funcionar. A Academia Eslavo-Greco-Latina de Moscou, fechada desde 1918, foi reaberta.
Muitos clérigos sobreviventes puderam voltar dos campos ou prisões, embora um número significativo (especialmente aqueles que não reconheceram em 1927 a promessa lealdade de Sergio) permaneceram e não foram autorizados a voltar a menos que renunciassem a sua posição. Alguns clérigos que não tinham reconhecido a promessa de 1927, como bispo Afanasii (Sakharov), reconheceu a validade da nova eleição e até mesmo encorajou aqueles na igreja subterrânea para fazê-lo, mas não foram autorizados a regressar do exílio, apesar disso.
Mesmo após a reaproximação, o regime ainda usava táticas de terror em alguns casos. Depois que o Exército Vermelho recapturou territórios ocupados, muitos clérigos nestes territórios foram presos e enviados para prisões ou campos por longos períodos, supostamente por colaboracionismo com os alemães, mas reconstruíram suas vidas religiosas sob a ocupação de forma eficaz.
Por exemplo, o padre de Riga, Nikolai Trubetskoi (1907-1978) viveu sob a ocupação nazista da Letônia, e quando os alemães retiraram-se em 1944, escapou num barco de evacuação alemão e escondeu-se do Exército Vermelho, mas foi preso pela NKVD e condenado a dez anos de trabalho forçado por a colaborar com o inimigo. Isso aconteceu porque sob a ocupação ele tinha sido um pastor zeloso e tinha feito uma obra missionária muito bem sucedida. Em referência à obra missionária no território ocupado perto de Leningrado, ele escreveu:
| “ | Nós reabrimos e reconsagramos igrejas fechadas, realizamos batismos em massa. É difícil imaginar como, depois de anos de domínio soviético, as pessoas tinham fome da Palavra de Deus. Nós casamos e enterramos pessoas; não tivemos, literalmente, nenhum tempo para dormir. Acho que, se tal missão fosse enviada hoje (1978) até os Urais, Sibéria ou até mesmo a Ucrânia, veríamos os mesmos resultados. | ” |

O metropolita Iosif (Chernov) (1893-1975), bispo de Taganrog antes da guerra, passara nove anos em campos e prisões soviéticas no momento em que os alemães ocuparam a cidade. Ele aproveitou a oportunidade da ocupação para reviver de forma muito ativa a vida da igreja e sofreu ameaças dos nazistas por permanecer fiel ao Patriarca de Moscou. Após a retirada dos nazistas, ele foi condenado a onze anos de trabalhos forçados na Sibéria Oriental por reativar a igreja. Foi libertado em 1955. O arcebispo Veniamin (1900-1976) de Poltava viveu no território que pertenceu à Polônia de 1921 a 1939. Foi consagrado bispo em 1941, pouco antes da invasão, e sofreu alguma pressão das forças de ocupação para romper relações com o Patriarca de Moscou, mas resistiu. Depois que os alemães se retiraram ele foi detido e preso por doze anos nos campos de Kolyma, experiência da qual nunca recuperou-se fisicamente perdendo todo o cabelo.
Estas prisões em massa ecoaram em territórios que não foram ocupados pelos alemães. Por exemplo, em Abril de 1946, houve uma onda de prisões em Moscou do clero que pertencia ao grupo do bispo Afanasii que tinha retornado à igreja oficial; eles foram condenados a longas penas de trabalhos forçados. Muitos leigos foram presos e encarcerados, bem como o filósofo religioso e teólogo S.I. Fudel. A maioria deles já haviam sido presos e alguns deles veriam a liberdade só após morte de Stalin. O pai espiritual do grupo, o padre Serafim (Batiukov), morreu em 1942. Posteriormente seu corpo foi enterrado em outro local, a fim de evitar peregrinações ao seu túmulo por pessoas que consideravan-no como santo.

## Pós-guerra
Entre 1945 e 1959, a organização oficial da igreja foi bastante ampliada, embora alguns membros do clero fossem ocasionalmente presos e exilados. O número de igrejas abertas atingiu 25.000. Em 1957 cerca de 22.000 igrejas ortodoxas russas haviam tornado-se ativas. Mas em 1959, Nikita Khrushchov iniciou sua própria campanha contra a Igreja ortodoxa russa forçando o fechamento de cerca de 12.000 igrejas. Em 1985, menos de 7.000 igrejas permaneciam ativas.
Como o Exército Vermelho progressivamente, começava a empurrar as forças alemãs para fora da URSS e a vitória tornando-se mais próxima, a propaganda antirreligiosa foi retomada. O Comitê Central emitiu novas resoluções em 1944 e 1945, que apelaram a uma renovação de propaganda antirreligiosa. Pelo resto da vida de Stalin, no entanto, a propaganda foi principalmente limitada às palavras e seu alvo principal era o Vaticano. Com o surgimento dos países da Cortina de Ferro com grandes quantidades de católicos romanos, esta política foi parcialmente destinada a isolar os países comunistas da influência do Vaticano. Em caricaturas, o Papa Pio XII e bispos católicos eram representados como promotores de guerras e apoiantes de brutalidades policiais. Esta propaganda foi acompanhada da liquidação das igrejas Uniate (igrejas católicas de rito oriental) na Ucrânia, Tchecoslováquia, Polônia e Romênia, que foram forçadas a fundirem-se com a Igreja Ortodoxa. A estas foi dada a opção de se tornarem católicas de rito ocidental, mas devido a ausência de igrejas em que tal rito estivesse em funcionamento, exceto nas grandes cidades, e a dedicação ao rito bizantino, muitas deixaram de fazê-lo. Muitos dos que resistiram a medida oficial foram presos. A Igreja Luterana nos territórios bálticos, juntamente com a Igreja Católica Romana foram alvos de ataques por que o estado as via como leais a influências estrangeiras (os luteranos, em particular, foram acusados de terem dado apoio aberto a ocupação alemã).
A Igreja Greco-Católica Ucraniana e seu clero tornou-se uma das vítimas de autoridades soviéticas no período imediato do pós-guerra. Em 1945, as autoridades soviéticas prenderam, deportaram e condenaram a campos de trabalhos forçados na Sibéria e, em outros lugares, o metropolita Josyf Slipyj e nove bispos, como bem como centenas de clérigos e líderes ativistas leigos. Enquanto foi restringida no resto do país, a Igreja Ortodoxa foi encorajada a expandir-se no oeste da Ucrânia, a fim de conquistar fiéis da Igreja Greco-Católica Ucraniana.
Todos os bispos acima mencionados e parte significativa dos clérigos morreram nas prisões, campos de concentração, em exílio interno, ou logo após o início da desestalinização e o degelo pós-Stalin. A exceção foi o metropolita Josyf Slipyj que, depois de 18 anos de prisão e perseguição, foi libertado graças à intervenção do Papa João XXIII, chegou a Roma, onde recebeu o título de arcebispo-mor de Lviv, e tornou-se cardeal em 1965. Todos os mosteiros de rito oriental tinham sido fechados por volta de 1953.
Os fiéis ortodoxos tiveram que lutar muito para manter as igrejas que foram reabertas durante a guerra, e algumas delas foram fechadas pelo Conselho para os Assuntos da Igreja Ortodoxa, que também tentou impedir os bispos de recorrerem a medidas disciplinares contra os membros da igreja para a imoralidade. Plenipotenciários locais do Conselho para os Assuntos da Igreja Ortodoxa usaram de muito esforço para tornar mais difícil para o clero proteger as igrejas recém-reabertas (isso provavelmente foi também aplicado a outras religiões). Por exemplo, em 1949, três das cinquenta e cinco igrejas na diocese da Crimeia foram fechadas, em parte, talvez, como uma medida para reduzir o prestígio e as realizações do mártir bispo Luka. A fim de ajudar os novos encerramentos, uma nova medida foi imposta que permitiu que as igrejas fossem fechadas caso não tivessem sido servidas por um padre durante seis meses. Esta nova medida, juntamente com a escassez do clero no pós-guerra, causadas pelo regime (tanto através da liquidação ou prisões do clero pelo Estado e a falta de reaberturas para seminários), possibilitou o fechamento de muitas igrejas.
Os protestantes também viram mais tolerância no período pós-guerra. Os batistas, no entanto, eram vistos com grande desconfiança por seu proselitismo ativo e seus fortes laços estrangeiros, especialmente com os Estados Unidos.
Isenções fiscais para os mosteiros foram instituídas em 29 de Agosto de 1945.
A nova tolerância de Stalin para a religião era limitada, no entanto, e o Estado não iria tolerar os sacerdotes que promoveram ativamente a expansão da religião, como os sakharovitas. Por exemplo, em 1945, o bispo Manuil foi feito líder da diocese de Oremburgo nos Urais do Sul onde ele reabriu dezenas de novas paróquias, re-acendeu o fogo da fé em muitas pessoas "mornas" e provocou um renascimento religioso na área. Por isso, ele foi preso em 1947 e condenado a oito anos de trabalhos forçados. Dimitri Dudko foi preso por compor poemas religiosos inéditos, e um grupo de estudantes da Universidade de Moscou, que tinha começado um grupo de estudo religioso-filosófico no final de 1940 também foi infamemente preso. O último grupo criado em 1946-1947 por Ilia Shmain, um jovem de 16-17 anos de idade, e estudante de filologia. Shmain havia concluído que a filosofia materialista era insuficiente para explicar questões existenciais fundamentais e começou seu grupo, onde discutia-se arte, filosofia e religião. Discutiam a respeitos das religiões orientais e do cristianismo. Planejavam ser batizados quando foram presos no dia 19 de Janeiro de 1949 e, em seguida, condenado a 8-10 anos de trabalhos forçados sob a acusação de criticar os ensinamentos do marxismo-leninismo (já que havia criticado os aspectos ateus dele). O seminário teológico em Saratov foi fechado em 1949.
Decretos administrativos e artigos políticos do código criminal continuaram a ser usados como formas nas quais a perseguição antirreligiosa ocorria. Crentes praticantes e dedicados que tentaram divulgar sua fé foram atacados.
Houve pouco ataque físico sobre a igreja pelo resto da vida de Stalin, no entanto, a perseguição intensificou-se em 1947, altura em que foi novamente declarada que, a associação ao Komsomol ou a manutenção de uma posição na área de ensino, era incompatível com uma crença religiosa. Propaganda antirreligiosa foi renovada nos jornais, mas com muito menos força que antes. Muitas vezes, a propaganda iria abster-se de mencionar uma religião específica e usaria algum eufemismo para ela.
Começando em 1946, a imprensa soviética começou a criticar atitudes passivas para com a religião, especialmente em organizações de juventude, como o Komsomol e o Movimento dos Pioneiros. Ela criticava escolas públicas e exigia a reativação da propaganda antirreligiosa em todos os níveis.
Em 1947, a Sociedade de Toda a União para a Divulgação Política e do Conhecimento Científico, Znanie ("conhecimento"), foi criada e efetivamente herdou o papel que havia sido desempenhado pela LAM (Liga dos Ateus Militantes) como um órgão de propaganda antirreligiosa. Era uma instituição muito mais acadêmica do que a LAM, no entanto, e foi muito diversificada de tal forma que mesmo os religiosos poderiam participar dela. Em 1949 alegou ter 40.200 membros plenos e associados. O Comitê Central do PCUS criticou a organização, em 1949, por não ter filiados suficientes (particularmente membros eruditos), não prestar atenção suficiente para a propaganda ateísta e por mostrar insuficiente preocupação para conteúdo ideológico em suas palestras. O Comitê apelou para que fosse transformada numa organização voluntária de massa de intelligentsia soviética (isso não significa que as pessoas realmente poderiam recusar-se a participar), alertando para que tivesse um conteúdo mais ideológico em suas palestras e que todas as palestras deveriam ser apresentadas para aprovação antes da entrega.
Em 1950, alegou ter 243.000 membros plenos e associados com 1800 membros institucionais. Ele acabaria por subir, em 1972, para 2,470,000 membros, incluindo 1.700 membros da União Republicana das Academias de Ciências e 107.000 professores e doutores de ciências; e manter "casas de ateísmo científico" em cidades soviéticas.
A Academia de Ciências da URSS publicou o seu primeiro periódico ateu do pós-guerra, em 1950, mas não deu seguimento com um segundo até 1954.
Em 7 de Julho de 1954, o Comitê Central do PCUS observou que a Igreja ortodoxa e outras seitas cristãs tinham atraído com sucesso muitos jovens com os seus sermões e atividades públicas (que ainda eram tecnicamente ilegais sob a legislação de 1929) e mais pessoas estavam frequentando serviços religiosos. Por conseguinte, o Comitê convidou as instituições públicas a intensificarem a propaganda antirreligiosa. Também pediu que todas as disciplinas do ensino fundamental fossem saturadas com o ateísmo e que a educação antirreligiosa deveria ser reforçada. Em 10 de Novembro de 1954, o Comitê emitiu uma resolução contrária (houve uma falta de unidade política após a morte de Stalin), que criticava a arbitrariedade na campanha antirreligiosa, bem como o uso de calúnia, difamação e insultos contra os crentes.
As instituições públicas, em resposta à resolução de Julho 1954, começaram a produzir mais propaganda antirreligiosa nos próximos anos. A Academia de Ciências, em 1957, publicou o seu Anuário do Museu de História da Religião e Ateísmo e a Znanie começaria a produzir uma revista mensal, em 1959, chamada Nauka i religiia ("Ciência e Religião"), que teria alguma semelhança com a antiga Bezbozhnik. Ela cresceu de 100.000 exemplares por edição para 400.000 no início dos anos 1980, e depois declinou para 340,000-350,000.
No sistema escolar, os materiais ateus nos currículos também começavam a melhorar. Por exemplo, um livro publicado afirmava:
| “ | A religião é um reflexo fantástico e perverso do mundo na consciência do homem... a religião tornou-se o meio para a escravidão espiritual das massas. | ” |

O período dos anos seguintes, pouco depois de 1954, caracterizou-se por muito liberalismo no sentido de crença religiosa, mas isso acabou em fins dos anos 1950. A igreja foi reconstruída durante este período e aumentou o número de batismos, bem como o de candidatos aos seminários.

## Reinício da campanha antirreligiosa

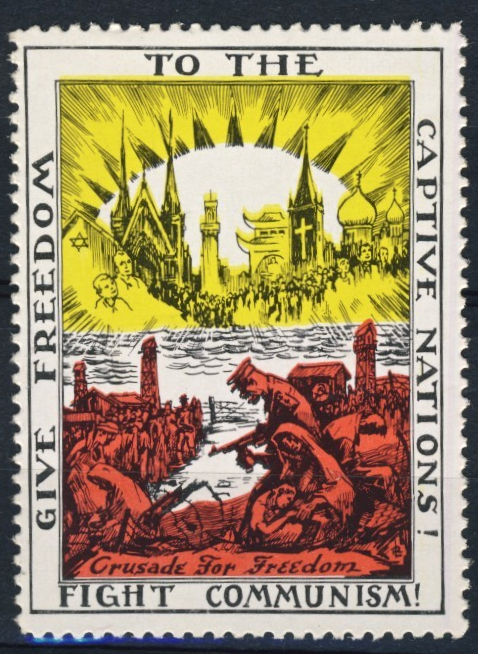
Selo, de 1951, da campanha Crusade for Freedom para incentivar a Radio Free Europe. Mostra um mundo luminoso de tolerância religiosa (acima) contrastando com a sombria e infernal opressão comunista (abaixo).

Um novo período de perseguição começou no final de 1950 sob Nikita Khrushchov. A igreja tinha avançado a sua posição consideravelmente desde 1941, e o governo considerou ser necessário tomar medidas em resposta.
As duas organizações estatais para supervisionar a religião no país (uma para os ortodoxos e outro para os demais), mudaram de funções entre 1957 e 1964. Originalmente Stalin as havia criado, em 1943, como organismos de ligação entre as comunidades religiosas e o Estado, no entanto, durante a era Khrushchov sua função foi re-interpretada como a de supervisores ditatoriais sobre as atividades religiosas no país.
Novas instruções foram emitidas em 1958 atacando a posição de mosteiros, colocando-os sob elevada tributação, confisco de suas terras e trabalhando para fechá-los, a fim de enfraquecer a igreja.
De 1959 a 1964, a perseguição operou em vários níveis principais:
1. Houve um fechamento maciço de igrejas [61] (reduzindo o número de 22.000 a 7.000 em 1965).[114]
2. Fechamento de mosteiros e conventos, bem como o reforço da legislação de 1929 para proibir peregrinações.
3. Encerramento da maioria dos seminários ainda existentes e proibição de cursos pastorais.
4. Proibição de todos os serviços fora das paredes da igreja e o registro das identidades pessoais de todos os adultos que pediam batismos nas igrejas, casamentos ou funerais.[115] O não cumprimento dessas normas por parte do clero levaria a rejeição de inscrição estatal para (o que significava que não se podia mais fazer qualquer trabalho pastoral ou liturgia, sem permissão especial do estado).
5. A privação dos direitos dos pais de ensinarem religião para seus filhos, a proibição da presença de crianças em cultos de igrejas (começando em 1961 com os batistas e depois estendido para os ortodoxos em 1963) e da administração da eucaristia às crianças com idade superior a quatro anos.
6. A aposentadoria forçada, detenções e penas de prisão para clérigos que criticaram o ateísmo [116] ou as campanhas antirreligiosas, que realizaram obras de caridade cristã ou que, tornaram a religião popular pelo exemplo pessoal.[116]
7. Foram também proibidos o toque dos sinos e os cultos nas igrejas durante o dia em algumas áreas rurais de Maio até o final de Outubro sob o pretexto de exigências do trabalho rural.[116]

O governo adotou muitos métodos de criação de situações que permitiram que igrejas ou seminários fossem legalmente fechados (por exemplo, recusando-se a dar licenças para a construção de reparação e, em seguida, fechando igrejas sob a alegação de que estas eram inseguras).
A educação e a propaganda antirreligiosas foram intensificadas, bem como melhoraram. O legado de tolerância para com a igreja depois de 1941 de Stalin foi criticado como uma ruptura com Lenin.
Em 1960, o Comitê Central trouxe de volta o conceito de "trabalho individual" contra os crentes, que era um usado na década de 1930. Esta era uma prática em que tutores ateus (nomeados por diferentes instituições públicas, incluindo o partido, Komsomol, Znanie e sindicatos) visitavam os religiosos praticantes conhecidos em suas casas e tentavam convencê-los a tornarem-se ateus. Na maioria dos casos, os tutores eram colegas de trabalho dos crentes. Se o crente não era convencido, o tutor chamaria sua atenção em seu meio profissional, e o "retrocesso e obstinação" dos crentes específicos eram apresentados em reuniões públicas. Se isso não funcionasse, o assédio administrativo seguiria no trabalho ou na escola, e os crentes eram frequentemente sujeitos a empregos mal remunerados, bloqueio de promoções, ou a expulsão da faculdade se o crente fosse aluno. Professores comumente castigavam fisicamente crianças crentes.
O fechamento de igrejas e seminários realmente foi divulgado na mídia soviética como reflexo natural da queda no número de pessoas que seguiam uma fé religiosa.
O governo, em 1961, proibiu o clero de aplicar qualquer tipo de medida disciplinar para os fiéis. O padre foi transformado em "empregado" do grupo de membros leigos a que "pertence" (a paróquia) sob a lei. O Estado tentou conseguir mais deserções do clero ao ateísmo, embora com pouco sucesso.
Foram introduzidas medidas que interferiam com a vida espiritual da igreja e ações para destruir a sua capacidade financeira. Clérigos foram investigados a fim de encontrar casos em que eles poderiam ser presos por violar a lei.
Novas instituições públicas foram criadas para ajudar na luta antirreligiosa. A frouxidão na luta antirreligiosa foi criticada e a metodologia foi discutida em conferências e outros meios.
Estima-se que 50.000 clérigos tenham sido executados entre 1917 e o fim da era Khrushchov. O número de leigos provavelmente excede em muito isso. Os membros da hierarquia da Igreja foram presos ou expulsos, seus lugares ocupados por clérigos dóceis, muitos dos quais tinham laços com a KGB.

## 1964-1970
Após a queda de Nikita Khrushchov, estudiosos soviéticos começaram a questionar cautelosamente a eficácia de sua campanha antirreligiosa. Eles chegaram a uma conclusão geral que esta tinha falhado na difusão do ateísmo, e que só tinha antagonizado os crentes, bem como empurrou-os para a clandestinidade, o que era ainda mais perigoso para o Estado. Ela também causou simpatias de muitos descrentes e pessoas indiferentes. As perseguições em massa pararam depois de Khrushchov, embora algumas das igrejas fechadas fossem reabertas, as poucas que seguiram este exemplo foram fechadas por autoridades locais.
Os dois principais periódicos antirreligiosos, Anuário do Museu de História da Religião e Ateísmo e Problemas de história da religião e ateísmo logo deixaram de ser  publicados. Isso pode ter refletido as atitudes negativas, para com tais publicações escolares de qualidade duvidosa, dos estudiosos genuínos que faziam parte das instituições que produziam esses documentos.
Em 10 de Novembro de 1964, o Comitê Central do PCUS fez uma resolução em que reafirmou as instruções anteriores de que as ações ofensivas aos crentes ou, a interferência administrativa na igreja como inaceitáveis.
O princípio de perseguir a religião a fim de difundir o ateísmo não desapareceu, no entanto, a metodologia foi reexaminada após Khrushchov. Muitas das secretas, e não oficiais, instruções destinadas a reprimir a Igreja foram feitas em leis oficiais sob Leonid Brejnev, que, assim, legalmente legitimava muitos aspectos das perseguições.
Um dos primeiros sinais da mudança na política foram artigos na imprensa oficial informando que havia milhões de crentes que apoiavam o comunismo, incluindo movimentos religiosos particularmente de esquerda (ver: esquerda cristã) no Ocidente e terceiro mundo (por exemplo, a Teologia da Libertação na América Latina), e que nem todas as religiões deveriam ser atacadas.
À Academia de Ciências Sociais do Comitê Central do PCUS foi dada a função de publicar importantes estudos sobre religião e ateísmo, que foi o trabalho anteriormente realizado pela Academia de Ciências. A nova publicação, "Problemas do ateísmo científico", veio substituir "Problemas da História e do ateísmo", em 1966. A nova publicação foi menos acadêmica do que a anterior e continha críticas intelectualmente mais cruas contra a religião.
Em 1965, os dois conselhos sobre assuntos religiosos no país foram reunidos no Conselho de Assuntos Religiosos (CAR). Para este novo organismo foi criada uma legislação oficial que lhe deu poderes ditatoriais sobre a administração de entidades religiosas no país (anteriormente as duas organizações que precederam usaram tais poderes sob instruções não oficiais). Vários anos mais tarde, o representante do CAR, V. Furov, enviou um relatório ao Comitê Central do PCUS:
| “ | O Sínodo está sob a supervisão do CAR. A questão da seleção e distribuição de seus membros permanentes está totalmente nas mãos do CAR, as candidaturas dos membros rotativos são igualmente coordenados previamente com os agentes encarregados da CAR. Patriarca Pimen e os membros permanentes do Sínodo trabalham em todas as sessões sinodais com agendas do CAR... e coordenam (conosco) as decisões finais do Santo Sínodo. | ” |

O Estado não permitiu a reabertura dos seminários de "direita" até o final da década de 1980, no entanto, concordou em permitir expansões dos três seminários e duas academias de pós-graduação no país que não foram fechadas.
O volume de propaganda antirreligiosa, em palestras, livros, imprensa, artigos, etc., geralmente diminuiu após 1964. A circulação, no entanto, de obras impressas viria a superar o que tinha sido sob Khrushchov. Não houve uma pausa na propaganda antirreligiosa e, os documentos do partido deste período usavam linguagem menos direta ao criticar a religião.
O tom da propaganda antirreligiosa foi reduzido e tornou-se menos vicioso como tinha sido nos anos anteriores. Algumas críticas foram feitas pelo Pravda, que escreveu um editorial sobre a crescente indiferença quanto à luta antirreligiosa. A Znanie foi criticada por reduzir o seu volume de palestras antirreligiosas.
A Komsomol foi criticada internamente e nos documentos do partido em 1970 e 1980 pela frouxidão no trabalho antirreligioso entre os jovens. A resolução do 15° congresso da Komsomol em 1966 decidiu criar escolas especiais republicanas e distritais da Komsomol, seguindo o modelo das escolas do partido, como parte da renovação da ideologia e do ateísmo entre os jovens soviéticos.
Em Dezembro de 1971, a "Sociedade Filosófica da URSS" foi fundada com o objetivo (em vez de perseguir a verdade) de fazer "uma propaganda ateísta incansável do materialismo científico e... da luta contra as tendências revisionistas tolerantes para com a religião, contra todas as concessões para a weltanschauung religioso."  Isto na sequencia de uma resolução de 1967 do Comitê Central do PCUS.
Enquanto o clero que violava a lei poderia ser punido, nunca houve qualquer sanção jurídica às autoridades seculares que violaram as leis sobre cultos religiosos.
Apesar da queda na perseguição direta, os meios de comunicação soviéticos relataram nos anos pós-Khrushchov que ritos religiosos (por exemplo, casamentos, batizados e funerais) estavam em declínio, bem como o número real de pessoas que praticavam uma religião. Este foi apresentado como um processo natural, em vez de um resultado de terror, perseguição, ameaças e prisões, que havia caracterizado o trabalho antirreligioso anterior. A qualidade dos estudos que revelaram esses dados foi questionada por estudiosos, incluindo soviéticos, implicitamente.
Os meios de comunicação soviéticos tentaram popularizar clubes KVAT (clubes de ateísmo militante) mas encontraram pouco sucesso, exceto na Letônia. Clubes similares encontraram algum sucesso no oeste da Ucrânia.

## Renovação de perseguição na década de 1970
Um período mais agressivo na perseguição antirreligiosa começou em meados da década de 1970, na sequência sobre as alterações de 1975 da legislação antirreligiosa de 1929 e o 25º congresso do partido. Isto resultou no crescimento do alarme sobre a indiferença, especialmente entre os jovens, para a luta antirreligiosa, bem como as influências crescentes da Igreja.
A propaganda antirreligiosa foi intensificada. Ao mesmo tempo, a propaganda antirreligiosa veio a distinguir cada vez mais entre a maioria leal suposta dos crentes e os inimigos do Estado que estavam à margem da religião. Padres e bispos que não se subordinaram completamente ao estado e/ou que se envolveram em atividades religiosas fora da realização rotineira de ritos religiosos, eram considerados inimigos do estado. Críticas a bispos envolvidos em "altas atividades religiosas" foram movidas em todo o país. O Conselho de Assuntos Religiosos (CAR) alegou ter controle adquirido do Sínodo do Patriarca, que foi forçado a coordenar as suas sessões e decisões com o CAR.
A hierarquia da igreja não poderia ter poderes disciplinares. Enquanto o Estado permitiu a liberdade de sermões e homilias, esta liberdade foi limitada na medida em que só podia ser de "caráter exclusivamente religioso" (na prática isso significava que clérigos que pregavam contra o ateísmo e a ideologia do Estado não estavam protegidos). Clérigos "mornos" eram tolerados, enquanto o clero com um zelo missionário poderia perder seu registro oficial.
As pessoas que foram mais altamente qualificadas ou que ocuparam posições mais importantes foram alvo da perseguição mais severa e punições do que aqueles que eram incultos. Jovens universitários religiosos poderiam às vezes ser enviados para hospitais psiquiátricos sob a alegação de que só pessoas com distúrbios psicológicos ainda seriam religiosas depois de passarem por toda a educação antirreligiosa  (ver: Abuso político da psiquiatria na União Soviética).
Em 1975, ao CAR foi dado um papel de supervisão legal oficial (antes disso, tinha um controle não oficial). Cada paróquia foi colocada à disposição do CAR, que só tinha o poder de conceder registro. O CAR poderia decidir arbitrariamente sobre o registo das comunidades religiosas, e permitir-lhes a adorar ou não. Esta política foi acompanhada por intimidação, chantagem e ameaça para o clero, como parte de toda uma estratégia para desmoralizar a Igreja.
A Constituição soviética de 1977 foi, por vezes, interpretada pelas autoridades como contendo uma exigência para que os pais educassem os seus filhos como ateus. Foi legalmente possível privar os pais de seus filhos, se eles falhassem em criá-los como ateus, mas essas restrições legais foram apenas seletivamente aplicadas e, somente quando as autoridades optavam por fazê-lo.
A metodologia de propaganda antirreligiosa foi refinada e velhos métodos foram criticados, e os participantes foram criticados por frouxidão. O Comitê Central do PCUS emitiu uma importante resolução em 1979 que pedia uma propaganda antirreligiosa mais forte.
Havia rumores no final dos anos 1970, que um estudo científico abrangente feito por Pisarov, claramente contradizia os números oficiais de pessoas que abandonaram a religião, nunca publicado por esse motivo.
O Comitê emitiu outra resolução em 1983 que prometia que o trabalho ideológico contra a religião seria a principal prioridade dos comitês do partido em todos os níveis.
Igreja e Estado travaram uma batalha de propaganda sobre o papel da Igreja na história da Rússia nos anos que antecederam a 1000º aniversário da conversão da Rússia ao cristianismo.
Em 1987, o número de igrejas que funcionavam na União Soviética havia caído para 6.893 e o número de mosteiros em funcionamento para apenas 18.

## Infiltração dos serviços secretos soviéticos nas igrejas
De acordo com O Arquivo Mitrokhin e outras fontes, o Patriarcado de Moscou foi estabelecido por ordem de Stalin em 1943 como uma organização de fachada da NKVD e mais tarde da KGB. Todas as posições-chave na Igreja incluindo bispos foram aprovados pelo Departamento Ideológico do PCUS e pela KGB. Os padres foram utilizados como agentes de influência no Conselho Mundial de Igrejas e organizações de fachada, como o Conselho Mundial da Paz, Conferência Cristã da Paz de e a Rodina ("Mãe Pátria") sociedade fundada pela KGB em 1975.
O futuro Patriarca Aleixo II de Moscou disse que a Rodina foi criada para "manter laços espirituais com nossos compatriotas" como um dos seus principais organizadores. Ainda de acordo com o arquivo e outras fontes, Aleixo trabalhou para a KGB como agente DROZDOV e recebeu uma citação honorária da agência por uma variedade de serviços. Os padres também recrutaram agentes de inteligência no exterior e espionaram comunidades de emigrantes russos. Esta informação por Vasili Mitrokhin foi corroborada por outras fontes.
Havia rumores de que a infiltração no clero chegou a tal ponto que, agentes da KGB ouviam confissões.

## Glasnost
Começando no final dos anos 1980, de acordo com Mikhail Gorbachev, as novas liberdades políticas e sociais resultaram na devolução de muitos prédios de para a igreja, para serem restaurados por paroquianos locais. Um ponto crucial na história da Igreja Ortodoxa Russa veio em 1988: o aniversário milenar da cristianização da Rússia de Quieve.
O Patriarcado de Moscou aplicou com sucesso pressões a fim de obter a revisão de algumas das legislações antirreligiosas. Em Janeiro de 1981, a igreja teve sua situação fiscal requalificada sendo tributada como empresa comercial privada (como era anteriormente), prática médica privada ou educação privada. Esta nova legislação também deu direito sucessório de propriedade ao clero, bem como os privilégios que foram concedidos aos cidadãos veteranos de guerra. À organização paroquial de leigos, na qual um grupo de 20 pessoas "possuem" uma paróquia, foi concedido o estatuto de pessoa coletiva com os seus direitos apropriados e a capacidade de fazer contratos (a igreja tinha sido privada desse estatuto por Lenin em 1918). Pela primeira vez em muitos anos, sociedades religiosas poderiam legalmente possuir seus locais de culto. Havia ainda alguma ambiguidade deixada nesta legislação, no entanto, o que permitiu espaço para re-interpretação se o estado desejasse deter a disseminação "descontrolada" de construção de novas igrejas.
As entidades religiosas poderiam ainda ser fortemente infiltradas por agentes do Estado, devido ao poder dos governos locais para rejeitar funcionários paroquiais eleitos e instalar seu próprio pessoal na organização leiga que "possuía" a paróquia, o que significava que, mesmo que estes tivessem a "propriedade" sobre suas igrejas, esta ainda estava efetivamente nas mãos do estado. O maior ganho desta nova legislação, no entanto, era que as crianças de dez anos de idade, ou mais, poderiam participar ativamente dos ritos religiosos (por exemplo, serviços como acólitos, salmistas, em coros) e, que as crianças de qualquer idade poderiam estar presentes dentro de uma igreja durante serviços, bem como receber a comunhão.
Professores em escolas teológicas e todo o clero, bem como leigos que trabalhavam para o Departamento de Relações Eclesiásticas Externas da Igreja, foram tributados da mesma forma que todos os funcionários soviéticos, um reconhecimento por sua contribuição na ajuda em criar uma imagem positiva da URSS no exterior.
O subsídio do estado para expansões dos seminários existentes deu frutos, e no início dos anos 1980, o total de alunos nessas instituições cresceu para 2.300 de estudantes extramuros (que tinha sido 800 em 1964).
Sociedades religiosas passaram a ter o controle sobre suas próprias contas bancárias em 1985.
Esta legislação na década de 1980 marcou uma nova atitude de aceitação para com a religião por um Estado que decidiu que o melhor que podia fazer era simplesmente minimizar o que considerava o impacto negativo da religião. Enquanto o Estado tentou intensificar a perseguição, durante a década de 1980, a igreja chegou a ver esta cada vez mais como um mero ataque de retaguarda, de um ideológicamente falido mas ainda, fisicamente poderoso, inimigo. Os líderes dos partidos principais se abstiveram de envolvimento direto na nova ofensiva, talvez devido a uma incerteza sobre o seu potencial de sucesso e um desejo de ter alguma margem de manobra de acordo com o desejo de evitar antagonizar os crentes na véspera do milênio da conversão da Rússia ao cristianismo.
Após a queda da União Soviética, o governo da Rússia, em certa medida abraçou abertamente a Igreja Ortodoxa Russa, e houve um renascimento do número de fiéis russos. Entretanto, críticos afirmam que atualmente, as demais religiões na Rússia encontram-se na mesma situação que em 1929 na antiga URSS.[carece de fontes?] O presidente Vladimir Putin decretou leis antiterrorismo que são tidas como violações à liberdade religiosa e intolerantes contra grupos cristãos minoritários.